# Emmanuel Benner
Emmanuel Benner   (Mülhausen, 28 de març de 1836 - Nantes, 24 de setembre de 1896) va ser un pintor i dibuixant acadèmic francès. Fill del pintor Jean Benner-Fries, era bessó del seu company artista, Jean Benner, i de l'oncle del pintor Emmanuel Michel Benner, fill de Jean. Com el seu germà bessó, va ser interpretat pel seu compatriota alsacià, Jean-Jacques Henner.

## Biografia
Emmanuel Benner va estudiar amb el seu pare, i amb Jean-Jacques Eck (1812–1887) a l'Escola de disseny industrial (école de dessin industriel) de Mulhouse, després a París amb Henner i Léon Bonnat. Va començar a exposar quadres al Saló de París el 1867 i ho farà regularment fins a la seva mort. Els bessons Benner també van col·laborar com a dissenyadors amb el seu altre company alsacià, ceramista i terrisser Théodore Deck. Com que els seus estils són molt semblants, de tant en tant van treballar junts en una pintura, com l’Allégorie de l'Exposition Universelle de Paris el 1878, plena de belles dones, un dels seus temes preferits.
Benner és enterrat amb el seu germà i el seu neveu a la tomba familiar del cementiri Père Lachaise, a París.

## Col·leccions
L'obra de Benner es conserva a les col·leccions permanents del Victoria and Albert Museum, el Musée des Beaux-Arts de Mulhouse, el Walters Art Museum, el Museu d'Art Modern i Contemporani d'Estrasburg, el Museu Unterlinden., el Musée d'Orsay, entre d'altres.

## Galeria

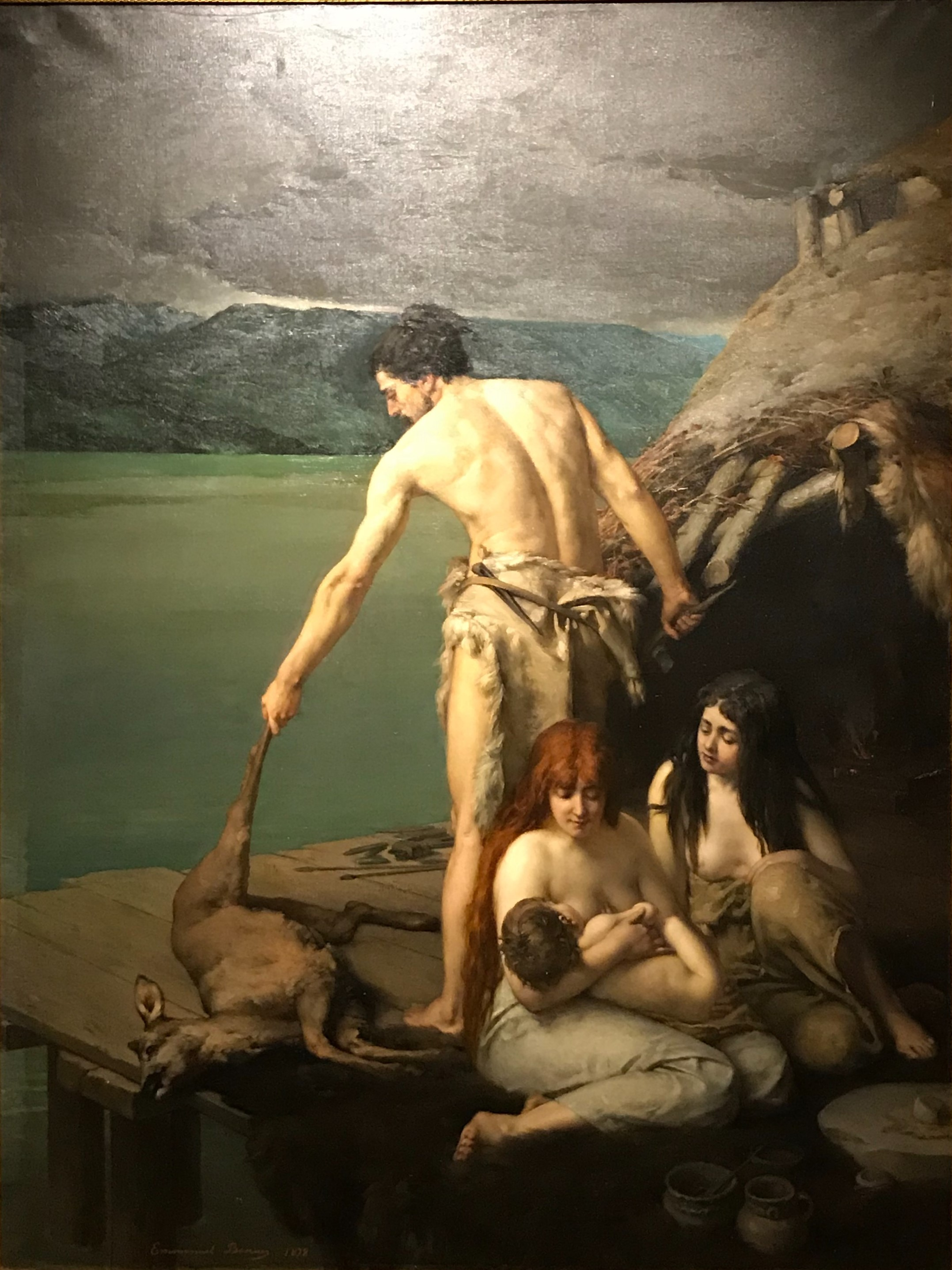
Habitatge al costat del llac (1878,Museu de Belles Arts de Mulhouse)
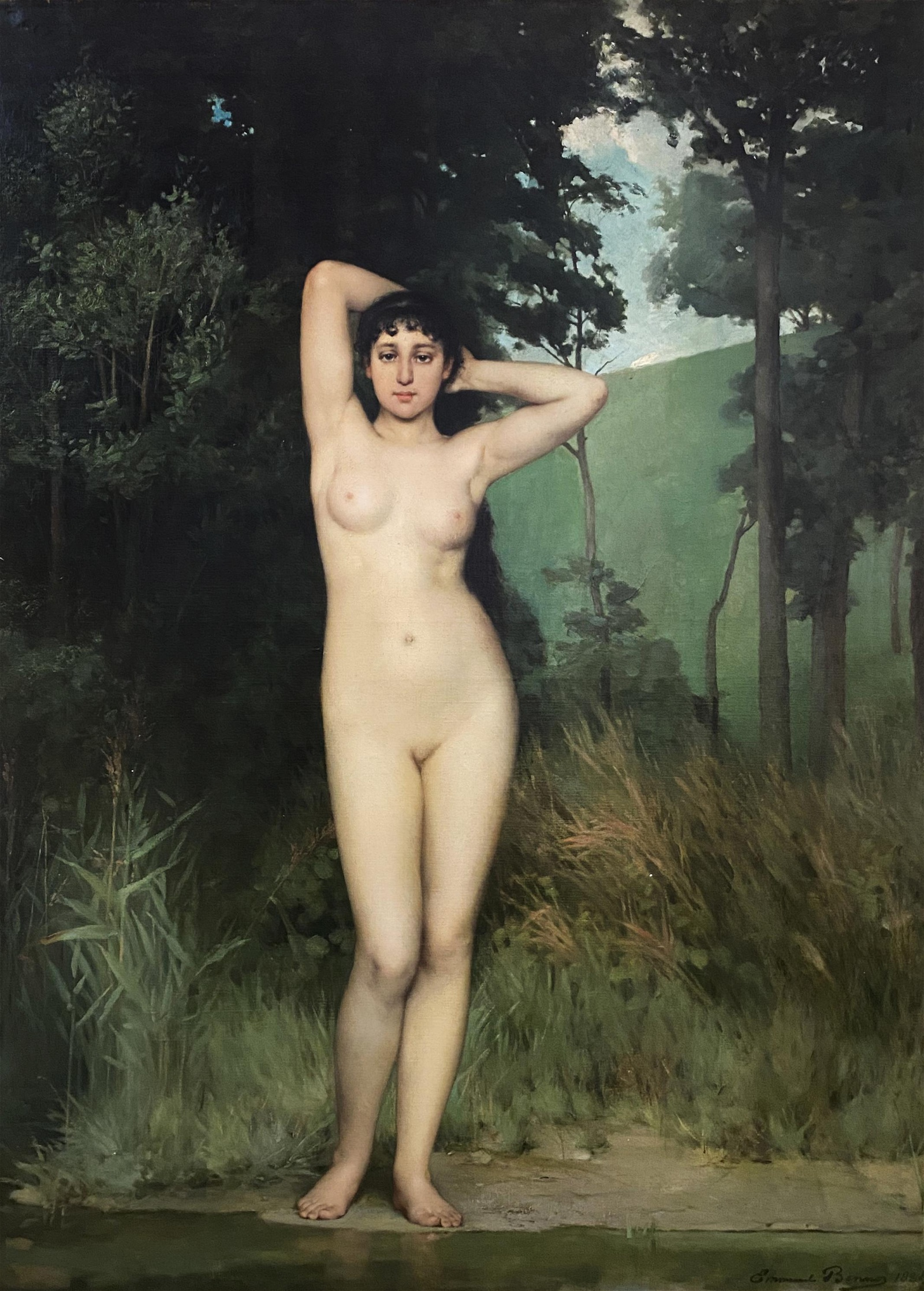
Dona nua al costat d'un riu (1884, col·lecció privada)
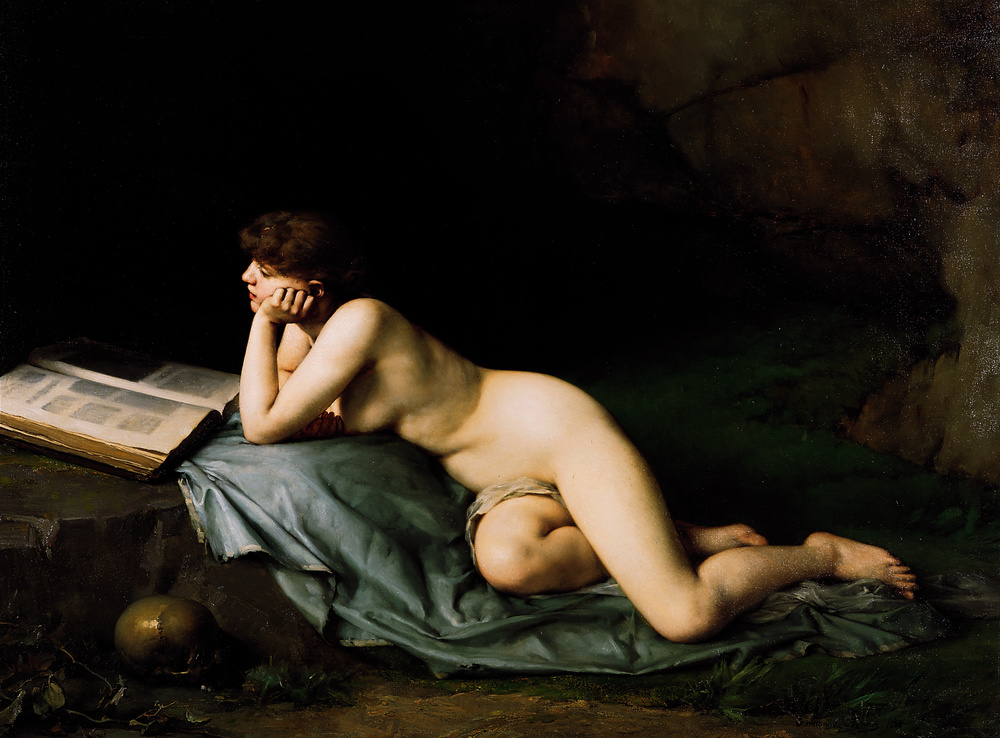
Maria Magdalena al desert (1886,Museu d'Art Modern i Contemporani d'Estrasburg)
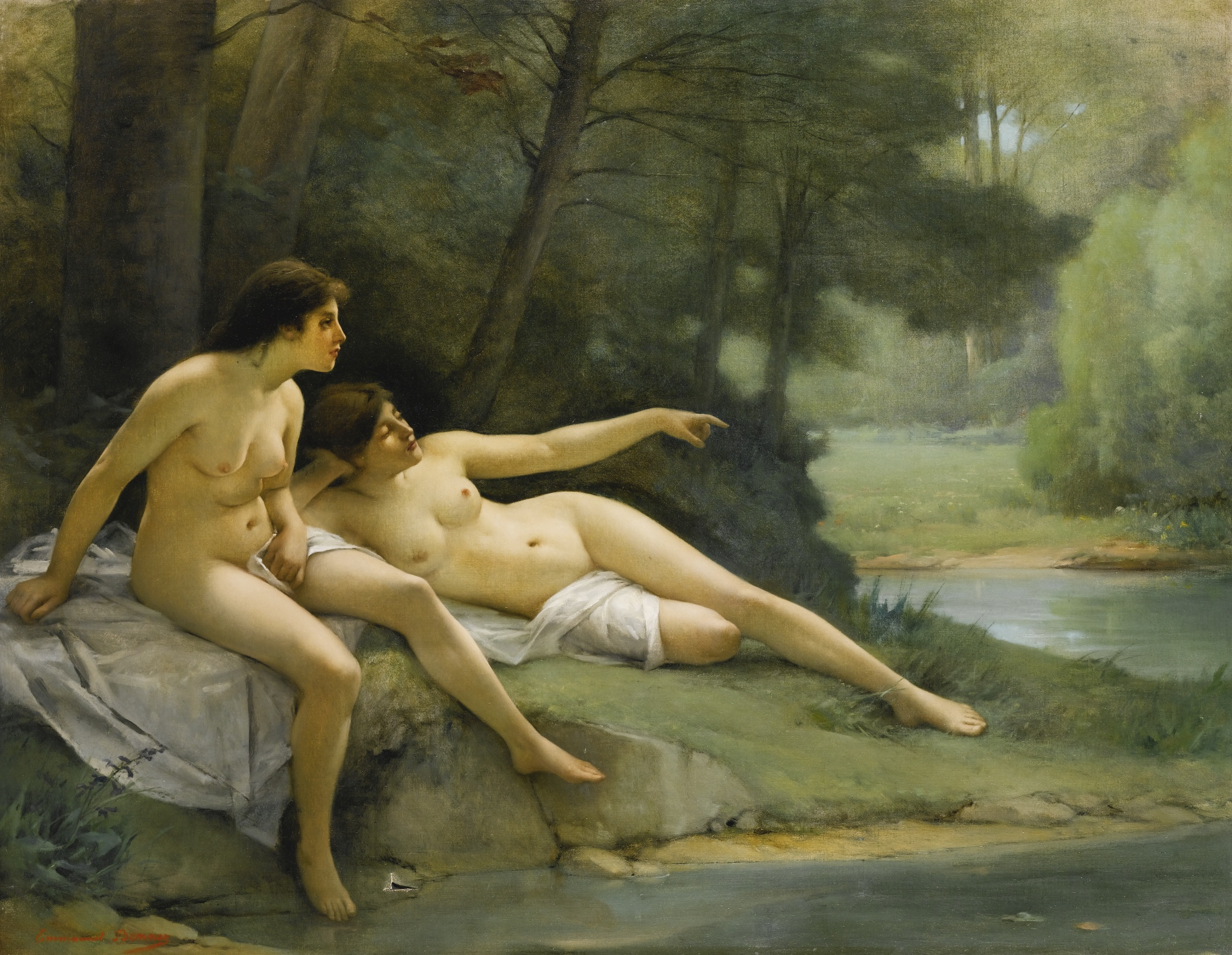
Nus al bosc (sense data, col·lecció privada)
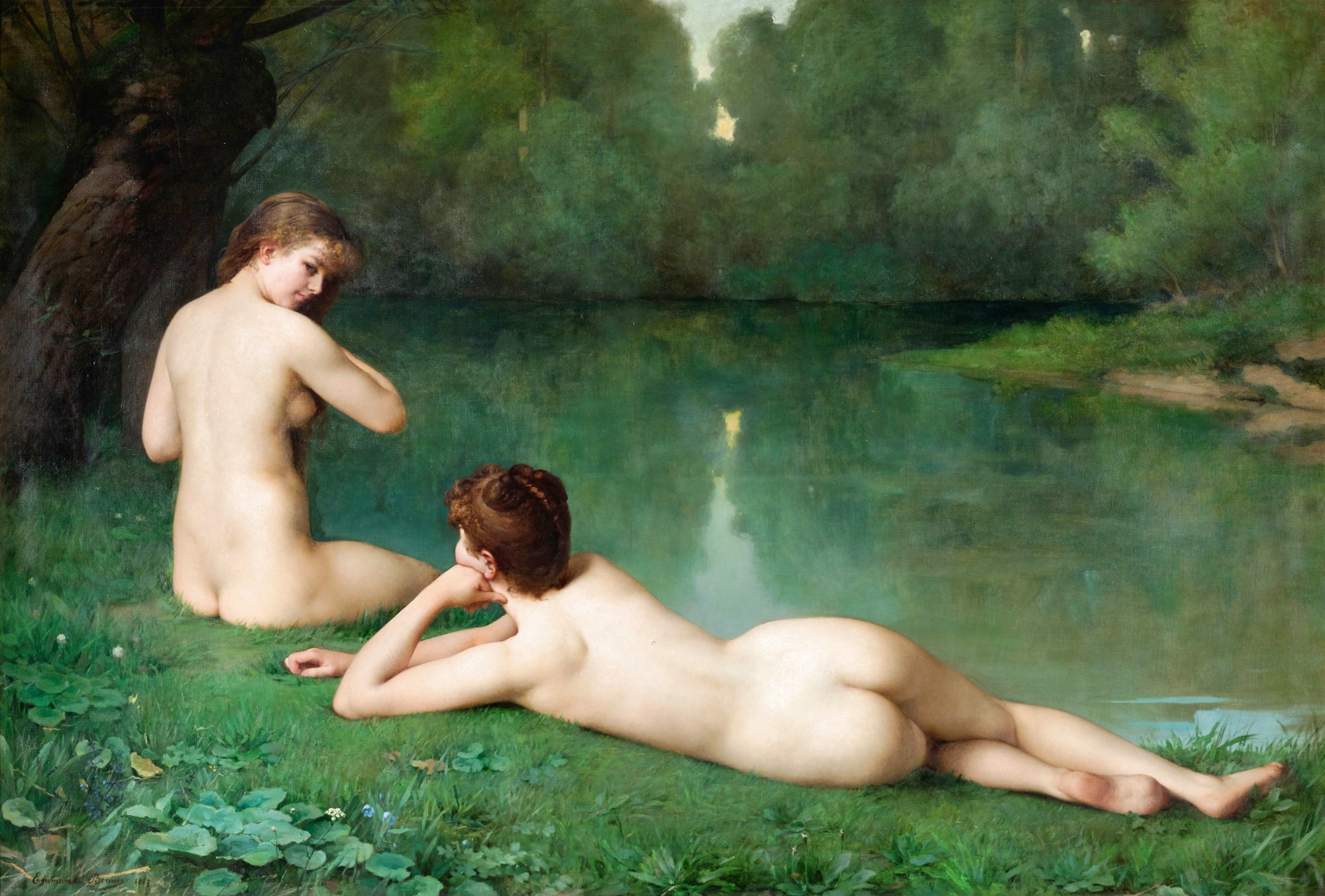
A la vora de l'aigua (1887, col·lecció privada)
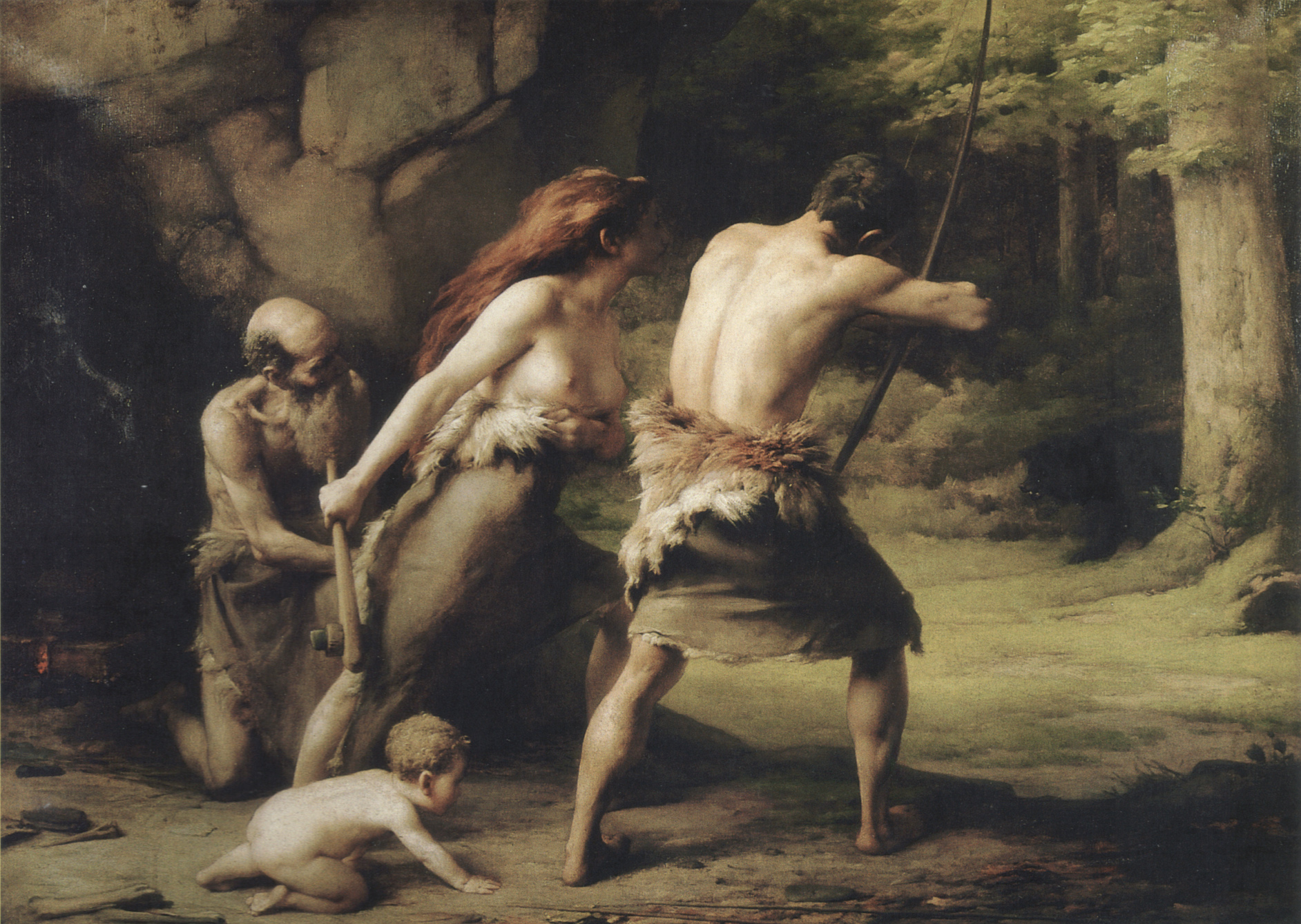
Una família a l'edat de pedra (1892,Museu Unterlinden)
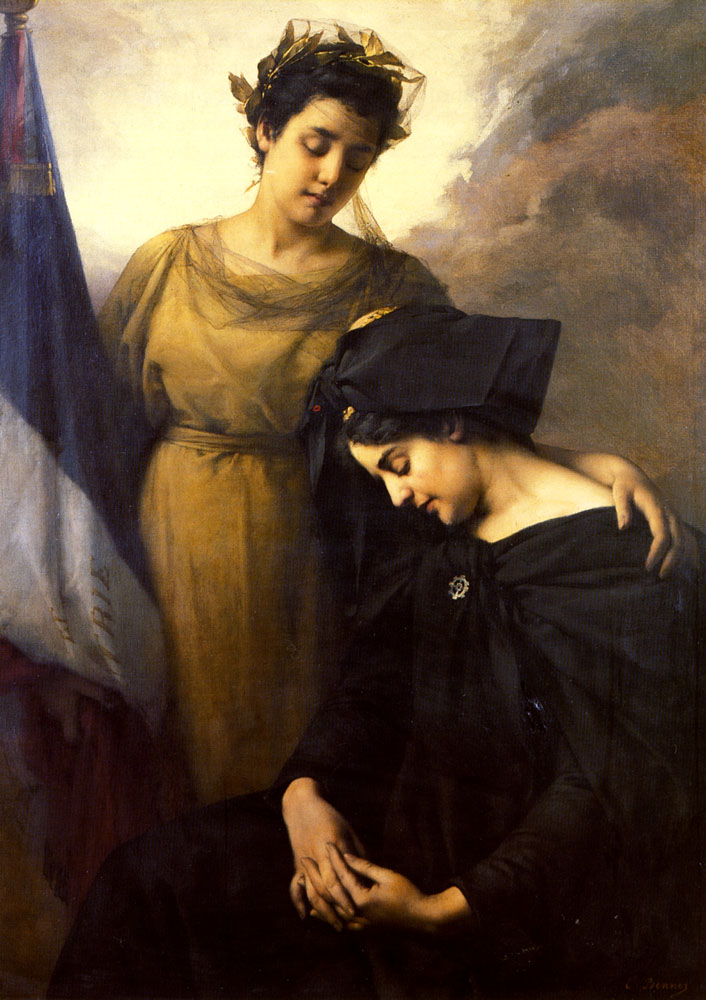
La pèrdua d'Alsàcia-Lorena(1895, col·lecció privada)
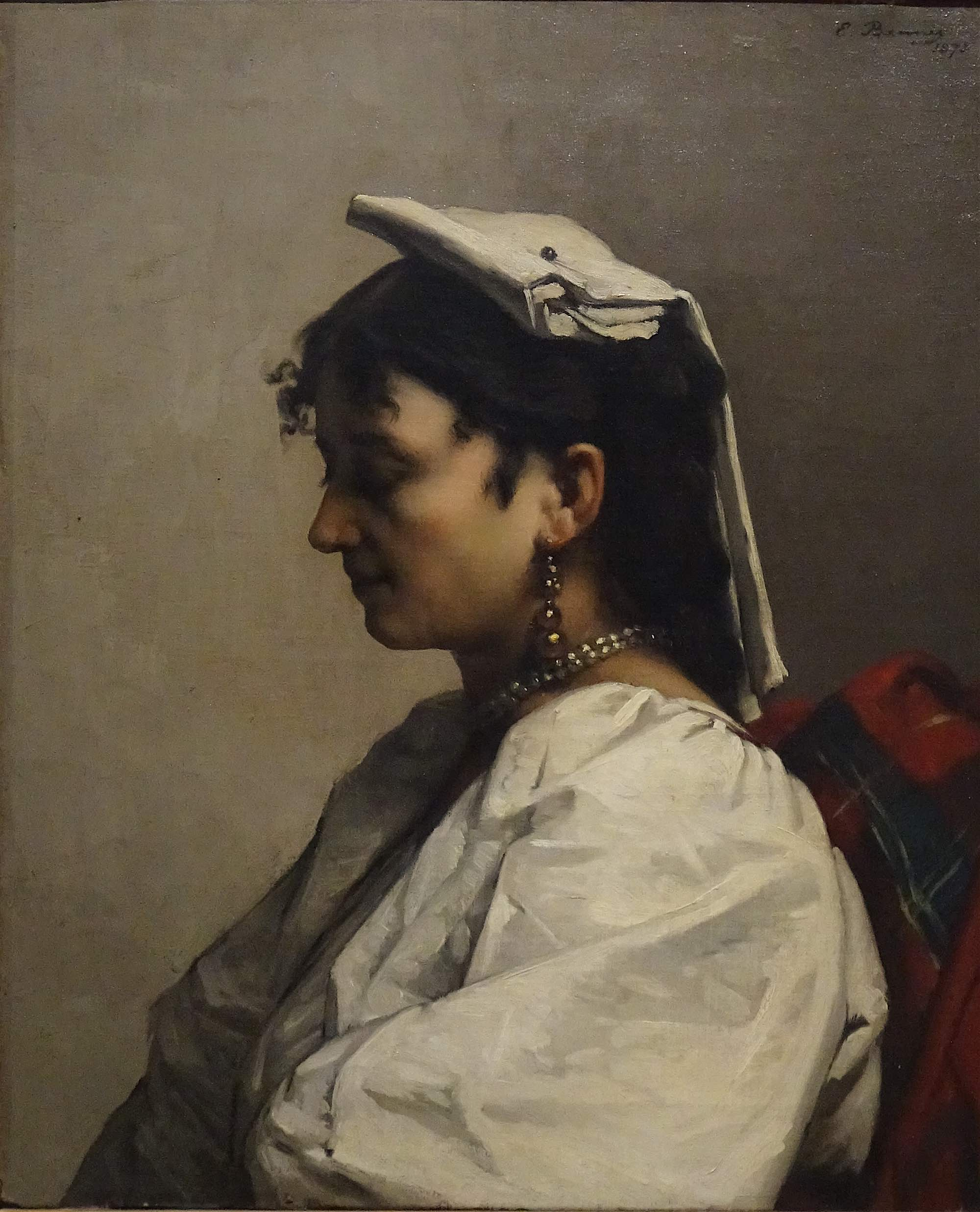
Dona jove amb vestit de Capri(dades sensorials, Musée des Beaux-Arts de Mulhouse)
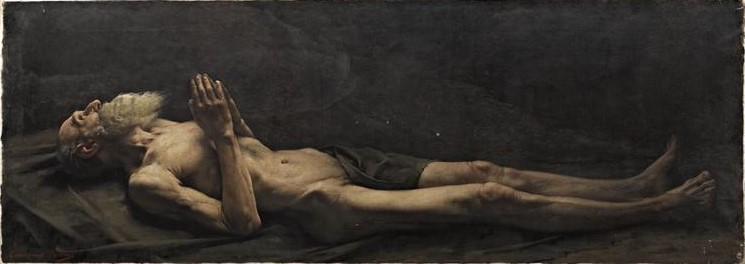
Sant Jeroni(dades de sentit, Museu d'Orsay)
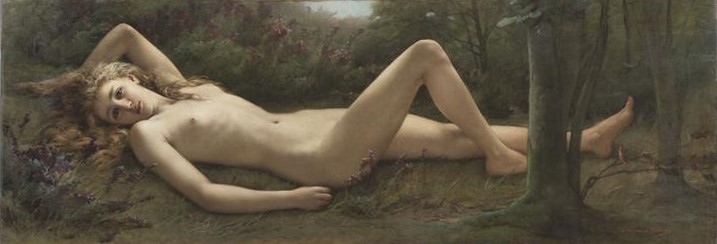
Noia en un llit debruc (dades de sentit,Castell de Nemours)